# Elkalyce cellariusi
Elkalyce cellariusi är en fjärilsart som beskrevs av Bollow 1930. Elkalyce cellariusi ingår i släktet Elkalyce och familjen juvelvingar. Inga underarter finns listade i Catalogue of Life.